# Сарти, Люсьен
Люсьен Сарти (фр. Lucien Sarti; ок. 1931, Корсика, Франция — 27 апреля 1972, Мехико, Мексика) — французский наркоторговец и наёмный убийца, член корсиканской мафии.
Принадлежал к одной из группировок «марсельской мафии». Участвовал в деятельности системы наркотрафика из Турции через Корсику и Марсель в Соединённые Штаты, известную как Французская связь, с помощью которой к 1970 году в США доставлялось 80 % потребляемого там героина. Был подручным марсельского бандита Огюста Рикора (известного, как «Мистер Героин»), одного из организаторов трансокеанского наркотрафика.
Был убит в перестрелке с мексиканской полицией во время облавы. По мнению датского журналиста Хенрика Крюгера, автора книги «Великий героиновый переворот: наркота, разведка и международный фашизм», Сарти стал одной  из жертв героиновой революции 1970-х, и был ликвидирован коррумпированными полицейскими в ходе борьбы за передел рынка и вытеснения марсельцев из наркотрафика, перешедшего под контроль сицилийцев, действовавших через Санто Траффиканте.
В 2007 году была посмертно опубликована автобиография бывшего офицера ЦРУ Э. Ховарда Ханта, участника Уотергейтского скандала, в которой утверждалось, что Джон Кеннеди стал жертвой заговора, во главе которого стоял вице-президент Линдон Джонсон. Сын Ханта в интервью журналу Rolling Stone рассказал подробности, которые отец якобы сообщил ему перед смертью. По его словам, одним из исполнителей покушения был Люсьен Сарти, стрелявший с травяного холма, и, возможно, произведший смертельный выстрел в голову.
Предсмертное признание Ханта произвело некоторую сенсацию, но приведённые им сведения недоказуемы, по причине недостатка документальных подтверждений и смерти подозреваемых. Тем не менее, известный апологет теории заговора Роберт Дж. Гроден, работавший фотоконсультантом в Специальной комиссии Соединённых Штатов по убийствам, в 1976—1978 годах расследовавшей убийства Джона Кеннеди и Мартина Лютера Кинга, и пришедшей к выводу, что по президенту вели огонь не менее двух стрелков с разных позиций, поддержал версию Ханта.
В интервью АиФ Гроден заявил:

Стрелял в Кеннеди француз Люсьен Сарти — самый высокооплачиваемый в мире киллер, работавший на крупнейшую сеть наркоторговцев. И, естественно, не из окна здания, а именно спереди, со стороны деревянной ограды.— Георгий Зотов («АиФ»)